# Janusz Szrom

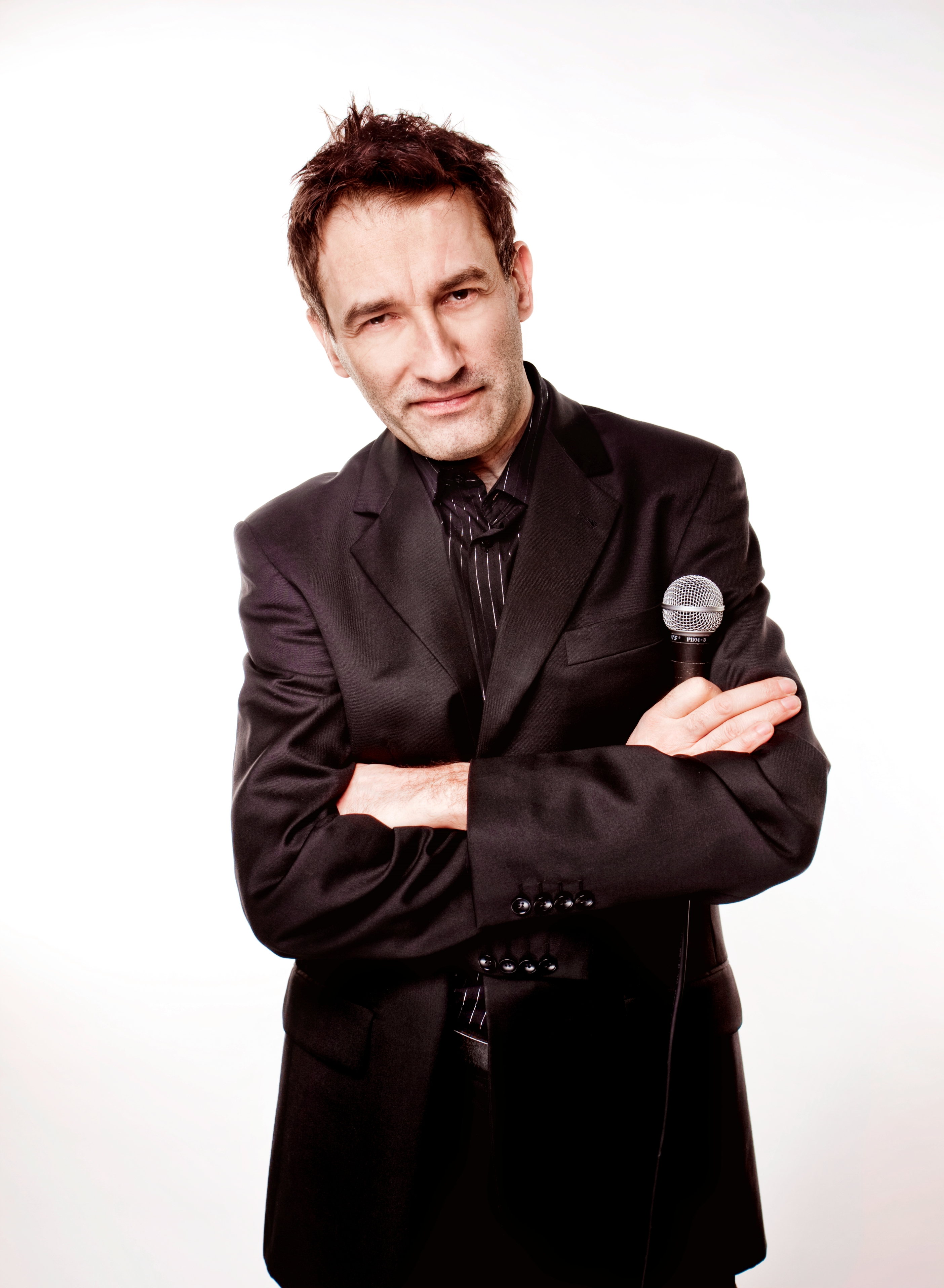
Janusz Szrom, 2010

Janusz Szrom (* 16. November 1968 in Grodków) ist ein polnischer Jazz-Sänger und Komponist.

## Leben und Wirken
Seine musikalische Ausbildung startete er 1977 auf dem Klavier an der Musikschule in Nysa. 1981 begann er Trompete zu spielen; gleichzeitig setzte er die Klavierausbildung an der Musikschule in Chrzanów fort. 1989, nach dem Abschluss mit Trompete im Hauptfach und Klavier im Nebenfach an der Sekundarschule für Musik in Krakau, begann er mit Orgelspiel an der Päpstlichen Akademie für Theologie; später (1990) immatrikulierte er sich an der Musikakademie Krakau, um Musiktheorie zu studieren. Schließlich nahm er 1992 das Studium an der Musikakademie Kattowitz an der Fakultät für Jazz und Volksmusik auf. 1995 bekam er mit Auszeichnung seinen Master als Jazz-Vokalist. Im Januar 2012 promovierte er an der Fryderyk-Chopin-Universität für Musik in Warschau.
Seine Karriere als Jazz-Sänger begann Szrom 1994, als er am internationalen Meeting für Jazz-Vokalisten in Zamość den 2. Ehrenplatz gewann. Im folgenden Jahr, 1995, war er der erste Gewinner des Publikumspreises an der Pomorska Jesień Jazzowa – Key to Career’s Door. Seither ist er an zahlreichen Festivals und Musik-Meetings aufgetreten, wie am Jazz nad Odrą, Jazz Jamboree, Old Jazz Meeting „Złota Tarka“ in Iława, Jazz Standard Festival in Siedlce, Jazz Muzeum in Ostrów Wielkopolski, Landesfestival des Polnischen Liedes in Opole und an den Internationalen Meetings für Jazz-Vokalisten in Zamość.
2008 wurde Szrom von Michel Legrand ausgewählt, um dessen Song „What Are You Doing the Rest of Your Life“ während Legrands Konzert beim 50. Jazz Jamboree Festival in Warschau zu singen. Die Leser des Magazins Jazz Forum wählten ihn zum Jazz Vocalist of the Year in Polen für die Jahre 2009, 2010, 2011, 2012, 2013 und 2014.
Abgesehen von seinen Auftritten als Musiker betätigte sich Szrom als Komponist, Arrangeur und Musikpädagoge. Er lehrt Gesang an der Universität für Musik in Warschau, an der Aleksander-Zelwerowicz-Theaterakademie in Warschau und an der Ignacy-Jan-Paderewski-Musikakademie in Posen. Auch hat er als Lehrer und Instruktor am Summer Workshop of Jazz Music in Puławy und Chodzież gewirkt. Janusz Szrom ist künstlerischer Direktor des Polnisch-Ukrainischen Musik-Workshops in Lemberg. Als Ergänzung zu verschiedenen Auftritten in Fernsehshows und Radio-Programmen wie beispielsweise das Kabaret Olgi Lipińskiej, Irena Kwiatkowska und ihre Gäste war er auch Lehrer in Fernsehshows wie Fabryka Gwiazd oder Jak oni śpiewają.
Szrom nahm an zwei Musik-Theater-Aufführungen teil:
- 1999 im Ateneum-Theater, Warschau, im Stück Kofta (Regie: Artur Barciś mit Joanna Trzepiecińska), das von Jonasz Koftas Texten inspiriert wurde.
- 2008 im Centralny Basen Artystyczny im Stück Moniuszkowo (Regie: Barbara Dziekan), das auf den berühmtesten Songs des Komponisten des 19. Jahrhunderts Stanisław Moniuszko basierte und neu arrangiert wurde durch Musiker wie Włodzimierz Nahorny oder Andrzej Jagodziński.

Szrom ist auch ein Autor im Musik-Projekt Straszni Panowie Trzej, das zum ersten Jazz-Arrangement der von Jerzy Wasowski und Jeremi Przybora geschriebenen Songs aus Das Kabarett der älteren Herren wurde. Seit 2009 ist er Vorstandsmitglied der PSJ (Polskie Stowarzyszenie Jazzowe).

## Preise und Auszeichnungen
Szrom erhielt 2013 die Gloria-Artis-Medaille für kulturelle Verdienste in Bronze, 2020 in Silber. 2009 erhielten zwei seiner Alben, Straszni Panowie Trzej und Pogadaj ze mną Auszeichnungen als Goldene Schallplatten. 

## Diskografische Hinweise
- SODA, Koch International 1998

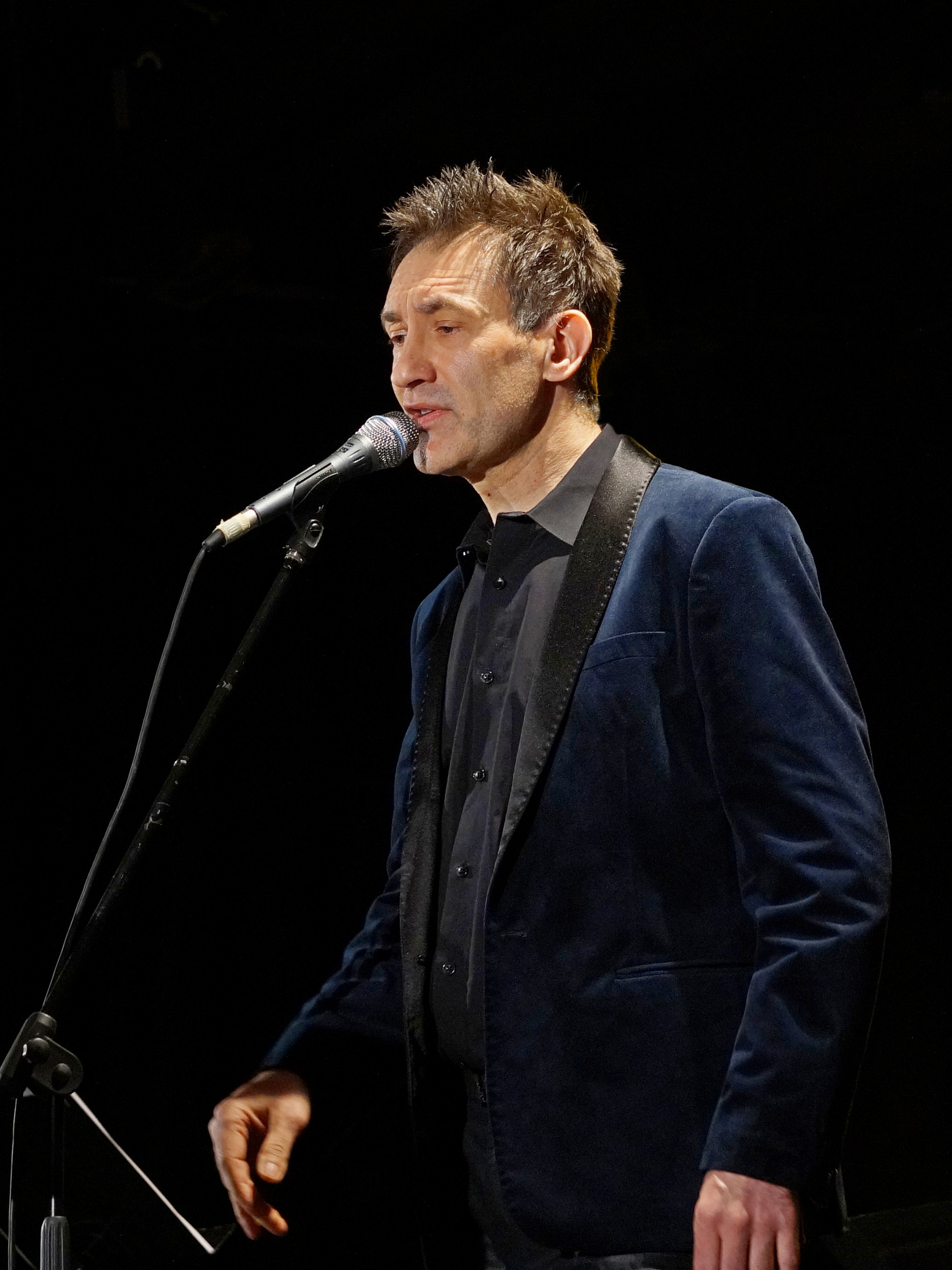
Janusz Szrom, Warschau 2014

- Gniew – muzyka do filmu Marcina Ziębińskiego, Koch International 1998
- Nieszpory – Artyści Polscy Janowi Pawłowi II w Hołdzie – Stowarzyszenie Miłośników Muzyki Chrześcijańskiej Gospel / Polskie Radio SA 2006
- Straszni Panowie Trzej – (Piosenki z Kabaretu Starszych Panów), AGORA 2006, PL: Gold[7]
- Włodzimierz Nahorny, Bogdan Loebl: Cicho, cicho pastuszkowie Blue Note 2007
- V.A.: Piosenki Jonasza Kofty Rzeczpospolita 2007
- V.A.: Strofki o miłości Rzeczpospolita 2007
- Hymny – Artyści Janowi Pawłowi II w Hołdzie – Stowarzyszenie Miłośników Muzyki Chrześcijańskiej Gospel 2008
- Cafe Fogg – (Piosenki Mieczysława Fogga), Sony BMG 2008
- Przy Sercu Twoim – (Kantata Maryjna Zbigniewa Małkowicza), Zbigniew Małkowicz 2008
- Polish Jazz 2007 – (Sześciopłytowy box zawierający perełki jazzowe polskich gwiazd), Polonia Records 2008
- Pogadaj ze mną – (Piosenki Wojciecha Młynarskiego i Włodzimierza Nahornego), AGORA 2008, PL: Gold
- Patroni Europy i Polski – Artyści Janowi Pawłowi II w Hołdzie - Stowarzyszenie Miłośników Muzyki Chrześcijańskiej Gospel / Polskie Radio SA 2009
- Jedno spojrzenie – Ewa Uryga, Grami Records 2009
- Mazurek – (Książka dla dzieci i płyta CD o Fryderyku Chopinie), Mazowieckie Centrum Kultury i Sztuki 2010
- Vibraslap – (Pierwszy autorski album grupy Vibraslap), LUNA 2010
- Maria Sadowska, Anna Serafińska, Janusz Szrom: Kaczmarski & Jazz, QM Music 2010
- Młynarski, żyj kolorowo – (seria Poeci Polskiej Piosenki), Universal Music Group 2011
- Przybora – Piosenka jest dobra na wszystko – (seria Poeci Polskiej Piosenki), Universal Music Group 2011
- Fabryka Kolęd – (Album grupy wokalnej Voice Factory), Wratislavia Productions 2011
- The Engineers Band. Kolędy – (Album Big Bandu Politechniki Warszawskiej), Engineers Band 2011
- Twoje Niebo – dzień po dniu – Wydawnictwo Karmelitów Bosych 2012
- Śpiewnik – (Janusz Szrom / Zbigniew Wrombel), Studio Realizacji Myśli Twórczych 2012
- Duke po polsku. Live, Jazz Jamboree 2001 – (Wojciech Młynarski / Zbigniew Jaremko & Zbig’s Band), Airtech, Polskie Radio 2013
- Ballady i niuanse – Polskie Radio 2013
- Straszni Panowie Trzej 2 – (Piosenki z Kabaretu Starszych Panów) - Blue Note 2014
- Five o,clock Orchestra. Jubilee. Feat. Janusz Szrom – Polskie Stowarzyszenie Jazzu tradycyjnego 2015
- Janusz Szrom & Bogdan Hołownia: Faceci do wzięcia Studio Realizacji Myśli Twórczej 2016
- Józef Eliasz & Eljazz Big-band, Anna Serafińska i Janusz Szrom: Kolędy i pastorałki, Eljazz 2016
- Janusz Szrom. Inaczej, 2016
- Chopin University Big Band, Kuba Badach, Wojciech Mryczek, Janusz Szrom, Sławek Uniatowski: Frank Sinatra. 100-lecie urodzin. Koncert, Polskie Radio 2017
- Janusz Szrom, 2020